# Парк «Перемога» (м. Звенигородка)
Парк «Перемо́га» — парк-пам'ятка садово-паркового мистецтва місцевого значення в Україні. Об'єкт розташований на території міста Звенигородка Черкаської області, на проспекті Шевченка. 
Площа — 2 га. Статус отриманий згідно з рішенням  ОВК від 27.06.1972 року № 367. Перебуває у віданні Звенигородської міської ради.